# Almond Valley (circonscription du Parlement écossais)
Circonscription parlementaire du Parlement écossais
La circonscription d'Almond Valley est une circonscription électorale écossaise crée en 2011.

## Liste des députés
| Élection | Député           | Parti | Parti |
| -------- | ---------------- | ----- | ----- |
| 2011     | Angela Constance |       | SNP   |
| 2016     | Angela Constance |       | SNP   |

## Résultats des deux candidats arrivés en tête
| Élection | Candidat arrivé 1er | Parti  | Parti | Score        | Candidat arrivé 2e   | Parti | Parti        | Score  |
| -------- | ------------------- | ------ | ----- | ------------ | -------------------- | ----- | ------------ | ------ |
| 2011     | Angela Constance    |        | SNP   | 54,3 %       | Laurence Fitzpatrick |       | Travailliste | 36,3 % |
| 2016     | Angela Constance    | 53,0 % | SNP   | Neil Findlay | 28,9 %               |       | Travailliste |        |